# Менеевская
Менеевская — река в России, протекает по Шарьинскому району Костромской области. Менеевская (справа) сливаясь с Яичной (слева) образует реку Карцеуха. Длина реки составляет 9 км.

## Данные водного реестра
По данным государственного водного реестра России в 2,7 км от устья по левому берегу реки впадает река Яичная, а сама Менеевская является не правой составляющей, а левым притоком реки Карцеуха. Длина реки в реестре составляет 12 км.
По данным государственного водного реестра России относится к Верхневолжскому бассейновому округу, водохозяйственный участок реки — Ветлуга от истока до города Ветлуга, речной подбассейн реки — Волга от впадения Оки до Куйбышевского водохранилища (без бассейна Суры). Речной бассейн реки — (Верхняя) Волга до Куйбышевского водохранилища (без бассейна Оки).
Код объекта в государственном водном реестре — 08010400112110000041813.